# El custodio (película)
El custodio es una película argentino-uruguaya de 2006. Dirigida por Rodrigo Moreno, es un drama protagonizado por Julio Chávez, Osmar Núñez, Marcelo D’Andrea, Elvira Onetto, Cristina Villamar, Luciana Lifschitz, Osvaldo Djeredjián, Julieta Vallina y Guadalupe Docampo.

## Sinopsis
Rubén (Chávez) es excelente en su trabajo, pero en medio de una crisis existencial, comienza a sufrir el vacío de su vida. Ha jurado proteger la vida de Artemio (Núñez), el ministro de Planeamiento, una persona que apenas nota su presencia. Cansado de soportar las infidelidades del mandatario, su hipocresía y el desdén con el que lo trata, Rubén se convierte en la mayor amenaza de su propio custodiado.

## Premios
- Premio Alfred Bauer en el Festival Internacional de Cine de Berlín (2006).
- Premios a la mejor película, mejor guion y premio de la crítica en el Festival Internacional de Cine de Guadalajara (2006).
- Premios a la mejor película, mejor director, mejor actor y premio de la crítica en el Festival Iberoamericano de Cine de Ceará, Brasil (2006).
- Premio a la mejor película y mejor actuación masculina en el Festival de Cine de Lima (2006).
- Mención especial en el Festival Internacional de Cine de Santiago de Chile (2006).
- Mención especial en el Festival de Cine de San Sebastián, San Sebastián (2006).
- Premios a la mejor película, mejor director y mejor actor en el Festival de Cine de Bogotá (2006).
- Premio especial del jurado en el Festival de Cine de La-Roche-sur-Yon, Francia (2006).
- Premio a la mejor película en el Festival Internacional de Bergen, Noruega (2006).
- Premio Internacional de Realizadores al mejor guion latinoamericano, Sundance/NHK (2005).